# Werkstätten für Gebet und Leben
Die Werkstätten für Gebet und Leben (en.: Prayer and Life Workshops, englische Abkürzung: PLW,  pt.: Oficinas de Oração e Vida, es.: Talleres de Oración y Vida, Offizielle Abkürzung: TOV) sind eine Vereinigung von Gläubigen in der römisch-katholischen Kirche. Sie wurden 1984 in Santiago de Chile gegründet, sie  verstehen sich als ein kirchlicher Dienst innerhalb der Neuevangelisierung. 1997 wurden die Werkstätten vom Heiligen Stuhl anerkannt, sie zählen etwa 15.000 Mitglieder und sind weltweit in 36 Länder vertreten.

## Geschichte
Der baskische Kapuzinerpater Ignacio Larrañaga OFMCap  (1928–2013) gründete 1984 in Santiago de Chile mit Laien die erste „Werkstatt für Gebet und Arbeit“. Aus den Erfahrungen der ersten Gruppe bildeten sich weitere „Werkstätten des Gebets“ in denen Leitungspersonal verschiedener Nationen ausgebildet wurde. 1987 wurde auf dem internationalen Kongress das „Handbuch des Gebetes und des Lebens“, mit Beiträgen aus 15 Ländern verabschiedet. Die internationale Ausweitung schreitet voran und 1993 feierten 32 Werkstätten die „Woche der Stärkung“. In einem Abschlussdokument wird 1994 die endgültige Fassung des „Handbuchs“ und eine Leitungsstruktur auf internationaler Ebene veröffentlicht. Am 4. Oktober 1997 erhielt die Internationale Vereinigung von Gläubigen päpstlichen Rechts durch den Päpstlichen Rat für die Laien ihr Anerkennungsdekret.

## Selbstverständnis
Die TOV versteht sich als ein kirchlicher Dienst, der die Gläubigen im praktischen Gebet unterrichten will. Sie wollen ihre Mitglieder in das Gebetsleben einführen und ihnen bei der Gebetsführung helfen. Die Grundlage läge in der Taufe und der Verantwortung für die Mission in der Kirche und der Vertiefung der Neuevangelisierung. Die Mitglieder beginnen ihren Dienst mit einer einjährigen Ausbildung, in der sie verschiedene Gebetstechniken erlernen. Danach werden sie in einen Missionsauftrag eingeführt, mit monatlichen Begegnungen werden die Kenntnisse um das Wort Gottes vertieft.

## Organisation und Ausweitung
Die „Pflanzstätten“ für die Berufung zum Laienapostolat und zum Dienst der Kirche sind die Pfarrgemeinden. Mehrere Werkstätten schließen sich auf diözesaner Ebene zusammen, von unten nach oben entstehen auf der örtlichen Ebene und die Lokalen Koordinationsstellen. Diese wird von einem Koordinator, einem Sekretär und einem Kassenwart geleitet. Die nächsthöhere Leitungsebene sind die Zonalen Koordinationsstellen, die sich auf der Länderebene ansiedelt, ihnen sind zusätzlich ein Ausbilder und ein Jugendkoordinator zugeteilt. Das höchste Leitungsgremium ist die Internationale Koordinationsstelle. Die ungefähre Mitgliederzahl wird derzeit mit 18.000 angegeben, diese verteilen sich weltweit auf Afrika, Asien, Europa, Nordamerika, Ozeanien, und Südamerika. Ihren Hauptsitz hat die TOV in Mérida (Mexiko).